# Glutathion disulfid
Glutathion disulfid (GSSG) je disulfid odvozený od dvou molekul glutathionu.
V živých buňkách se glutathion disulfid redukuje na dvě molekuly glutathionu s redukčními ekvivalenty z koenzymu NADPH. Tato reakce je katalyzována enzymem glutathion reduktáza. Antioxidační enzymy jako glutathionperoxidázy a peroxiredoxiny generují během redukce peroxidy, jako je peroxid vodíku (H2O2) a organické hydroperoxidy (ROOH) glutathion disulfid:
2GSH + ROOH → GSSG + ROH + H2O
Jiné enzymy, jako jsou glutaredoxiny, generují glutathion disulfid přes výměnu thiol-disulfidu s vazbami disulfidu s proteiny nebo jinými sloučeninami s nízkou molekulovou hmotností, jako je například disulfid koenzym A nebo kyselina dehydroaskorbová.
2GSH + RSSR → GSSG + 2RSH
Poměr GSH : GSSG je proto důležitým bioindikátorem buněčného zdraví, přičemž vyšší poměr znamená méně oxidačního stresu v organismu. Nižší poměr může dokonce naznačovat neurodegenerativní onemocnění, jako je Parkinsonova choroba (PD) a Alzheimerova choroba.

## Neuromodulátor
GSSG spolu s glutathionem a S-nitrosoglutathionem (GSNO) se vážou na rozpoznávací místo glutamátu receptorů NMDA a AMPA (prostřednictvím jejich γ-glutamylových skupin) a mohou být endogenními neuromodulátory. V milimolárních koncentracích mohou také modulovat redoxní stav komplexu receptoru NMDA.

## Příbuzná témata
- Cyklus glutathion-askorbát
- Antioxidant